# Step (Software)
Step ist eine freie 2-Dimensionale Physik-Engine, welche ein Teil der KDE SC als ein Teil des KDE Education Projects ist. Es enthält StepCore, eine Physik Simulation Library.

## Geschichte
Das Programm wird entwickelt von Vladimir Kuznetsov seit Februar 2007. Es ist veröffentlicht worden mit KDE 4.1.

## Lizenz
Das Programm steht unter der GNU General Public License, welche es zu Freie Software macht.

## Beschreibung
Step basiert auf Körper und Kräften, die von den Nutzern erstellt werden können:
- Die Größe von Körpern reichen von kleinen (Punktmassen) zu großen Polygonen, die alle eine einzigartige Kombination von Eigenschaften (z. B. Masse oder Kinetische Energie) haben, wodurch die Simulation beeinflusst wird.
- Kräfte können entweder direkt vom Nutzer gesetzt werden oder produziert werden über z. B. Gravitation.

Das Programm unterstützt auch Federn und weiche Körper (softbodys).
Step erlaubt das Zurücksetzen der Simulation, sodass der Nutzer Änderungen machen kann und schauen wie sich diese auswirken. Step unterstützt theoretisch auch das Ändern von Körpern und Kräften während der Simulation, wenn sich die Sachen, die der Benutzer ändern will, sich aber bewegen, ist dies so gut wie unmöglich. Dafür muss die Simulation oftmals angehalten werden.